# Miguel Gutiérrez (labdarúgó, 1931)
Miguel Gutiérrez, teljes nevén Miguel Gutiérrez Gutiérrez (Mexikóváros, 1931. május 7. – 2016. február 1.) mexikói labdarúgó, csatár.

## Karrierje
Pályafutása legnagyobb részét a Club León csapatában töltötte. A válogatottal részt vett az 1958-as világbajnokságon.

## Külső hivatkozások
- FIFA-adatlapja Archiválva 2015. július 6-i dátummal a Wayback Machine-ben